# واکنش زنجیره‌ای پلیمراز رونویسی معکوس

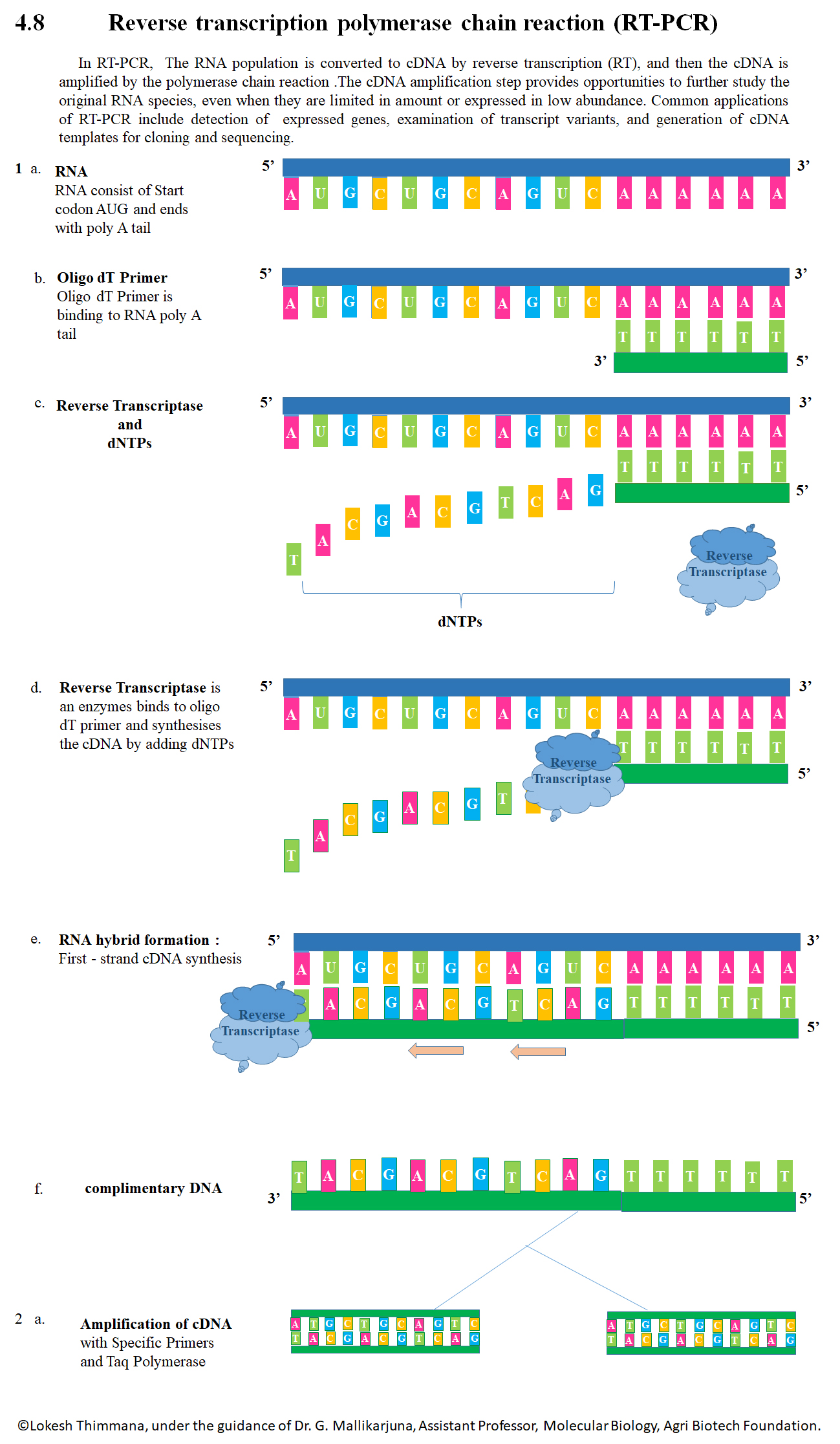
واکنش زنجیره‌ای پلیمراز رونویسی معکوس

واکنش زنجیره‌ای پلیمراز رونویسی معکوس (به انگلیسی: Reverse transcription polymerase chain reaction) که مخفف آن (RT-PCR) است، یک روش آزمایشگاهی زیست‌شناسی مولکولی برپایهٔ رونوشت معکوس آران‌ای به دی‌ان‌ای مکمل و تکثیر دی‌ان‌ای هدف توسط واکنش زنجیره‌ای پلیمراز (PCR) است. از این روش در درجه اول برای اندازه‌گیری مقدار آران‌ای خاصی استفاده می‌شود. این روش با نظارت بر واکنش تکثیر با استفاده از فلورسانس در واکنش زنجیره‌ای پلیمراز کمی به دست می‌آید. ترکیب واکنش زنجیره‌ای پلیمراز رونویسی معکوس و بی‌درنگ به‌طور معمول برای تجزیه و تحلیل بیان ژن و تعیین مقدار آران‌ای ویروسی در محیط‌های تحقیقاتی و بالینی مورد استفاده قرار می‌گیرند.
ارتباط تنگاتنگ بین روش‌های معکوس و کمی باعث شده‌است تا از واژه کمی به معنای معکوس استفاده شود. چنین استفاده ای ممکن است گیج کننده باشد. واکنش معکوس به تنهایی می‌تواند برای فعال سازی همتاسازی مولکولی، توالی‌یابی یا تشخیص ساده آران‌ای به کار رود. در مقابل، واکنش کمی بدون واکنش معکوس، برای تعیین تعداد کمی یک قطعه خاص از دی‌ان‌ای به کار می‌رود.